# Lophosia atra
Lophosia atra là một loài ruồi trong họ Tachinidae.